# Acanthomunna agassizi
Acanthomunna agassizi är en kräftdjursart som beskrevs av George 2004. Acanthomunna agassizi ingår i släktet Acanthomunna och familjen Dendrotionidae. Inga underarter finns listade i Catalogue of Life.